# Tupman (Kalifornija)
Tupman je naseljeno područje za statističke svrhe u američkoj saveznoj državi Kalifornija. Prema popisu stanovništva iz 2010. u njemu je živjelo 161 stanovnika.